# III. Königlich Bayerisches Armee-Korps
Das III. Armee-Korps war ein Großverband und gleichzeitig eine territoriale Kommandobehörde der Bayerischen Armee. Es wurde am 1. April 1900 gebildet und nahm unter dem Kommando von Kronprinz Rupprecht am Ersten Weltkrieg teil. Der Armeekorpsbezirk unter dem Generalkommando in Nürnberg umfasste Mittelfranken, die Oberpfalz sowie Teile von Oberfranken, Niederbayern und Oberbayern.

## Gliederung
Wie alle bayerischen Heeresverbände war das Korps zu Beginn des Ersten Weltkrieges der IV. Armee-Inspektion unterstellt.

### Friedensgliederung 1914
- 5. Division in Nürnberg
- 6. Division in Regensburg
- 3. Fußartillerie-Regiment in Ingolstadt
- 3. Train-Abteilung
- Landwehr-Inspektion Nürnberg

#### Generalkommando
- Kommandierender General: General der Kavallerie Ludwig von Gebsattel
- Chef des Generalstabes: Oberstleutnant Hans Braun
- Generalstab:
  - Major Gustav Kreß von Kressenstein
  - Hauptmann Karl Eberth
  - Hauptmann Friedrich Kriebel

### Kriegsgliederung vom 2. August 1914
- 5. Infanterie-Division
- 6. Infanterie-Division
- Korpstruppen bestehend aus I. Bataillon des 3. Fußartillerie-Regiments (1.–4. Batterie schwere Feldhaubitzen, leichte Munitionskolonne), Feldfliegerabteilung 3, Fernsprechabteilung 3, Scheinwerferzug des 3. Pionierbataillons sowie Korps-Brückentrain 3.
- Munitionskolonnen und Trains

#### Stellenbesetzung
- Kommandierender General: General der Kavallerie Ludwig von Gebsattel
- Chef des Generalstabes:
  - Oberstleutnant Hans Braun
- Generalstab:
  - Major Gustav Kreß von Kressenstein
  - Hauptmann Franz Hörauf
  - Hauptmann Karl Eberth
  - Hauptmann Friedrich Kriebel
- Kommandeur der Pioniere: Major Rabung

## Geschichte
Der Großverband wurde am 1. April 1900 aufgestellt. Das Korps nahm im Rahmen der 6. Armee unter Kronprinz Rupprecht am Ersten Weltkrieg teil.

### Erster Weltkrieg

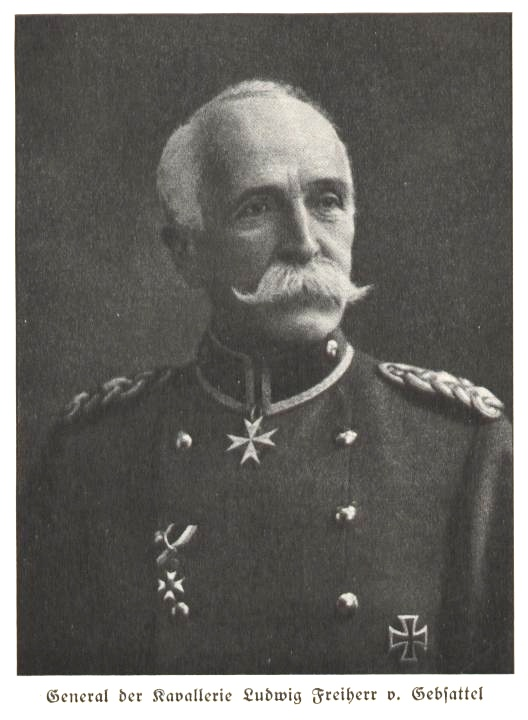
Ludwig Freiherr von Gebsattel

Ab 2. August 1914 marschierte das Korps unter Führung des General der Kavallerie von Gebsattel südostwärts Metz bei Remilly und Falkenberg in Lothringen auf. Am 16. August 1914 ging der Großverband befehlsgemäß auf das westliche Ufer der Deutschen Nied zurück. Im Zuge der Schlacht in Lothringen griff das Korps am 20. August 1914 nach Süden an, durchstieß die Linien der französischen 68. Reserve-Division bei Delme und erreichte bis 21. August abends die Linie Delme-Fresnes. Das Korps hatte Befehl gegen die Meurthe zu verfolgen und dabei die rechte Flanke der Armee gegen Nancy zu decken.  Im August 1914 war es in der Schlacht an der Trouée de Charmes zwischen Épinal und Toul eingesetzt. Am 12. September 1914 rückte das Korps ostwärts Nancy ab und erreichte bis 19. September 1914 die Festung Metz. Hier wurde das Korps der Armeeabteilung Strantz unterstellt und erhielt den Auftrag, von Champley aus über die Côtes Lorraines auf St. Bénoit vorzustoßen. Mit Schwerpunkt rechts stieß die 6. Infanterie-Division rasch über die Maashöhen auf St. Mihiel vor. Nachdem ein französischer Angriff in die Nordflanke aus der Bewegung pariert wurde, begann am 24. September 1914 der Angriff auf das östliche Maasufer und das Fort Camp des Romains. Am 24. September nachmittags war St. Mihiel in deutscher Hand, die Brücke über die Maas nach Chauvoncourt im Handstreich genommen und ein Brückenkopf gebildet. Fort Camp des Romains wurde am 25. September 1914 erstürmt. Am 8. Oktober 1914 wurde dem Korps die Ersatz-Division zugeführt die Stellungen im Ailly-Wald bezog.
Von Ende März 1915 an versuchten die Franzosen den Frontvorsprung einzudrücken und gingen in Wäldern von Ailly und Apresmont mittels Sappen und Minenstollen gegen die deutschen Stellungen vor. Mit einem konzentrierten Angriff der 6. bayerischen Division wurden die feindlichen Manöver durchkreuzt, so dass für die nächsten Monate keine französischen Angriffe mehr in diesem Frontabschnitt zustande kamen. Im Zuge der Herbstschlacht in der Champagne von 22. September bis 3. November 1915 konnte das Korps den Verlust der Stellungen südlich Tahure durch den Einsatz der Korps-Reserve (5. Infanterie-Division) am 24. September 1915 zwar verhindern und die alten Stellungen behaupten, aber es gab schwere Verluste.
Während der Schlacht an der Somme wurde das Korps ab dem 8. September 1916 in die Front bei Flers eingeführt, um das schon schwer angeschlagene II. Armee-Korps zunächst zu verstärken und ab 18. September abzulösen. Am 25. September 1916 konnten die Bayern die englischen Angriffe noch abweisen, als die Briten am darauf folgenden Tag mit Tanks über die 6. Infanterie-Division hinwegrollten, konnten die Linien nur noch mit Hilfe nicht-bayerischen Truppen gehalten werden. Bis zum 12. Oktober 1916 hielt das Korps den Angriffen der Briten an der Linie Ligny-Le Transloy stand, danach erfolgte die Ablösung durch das I. Armee-Korps.

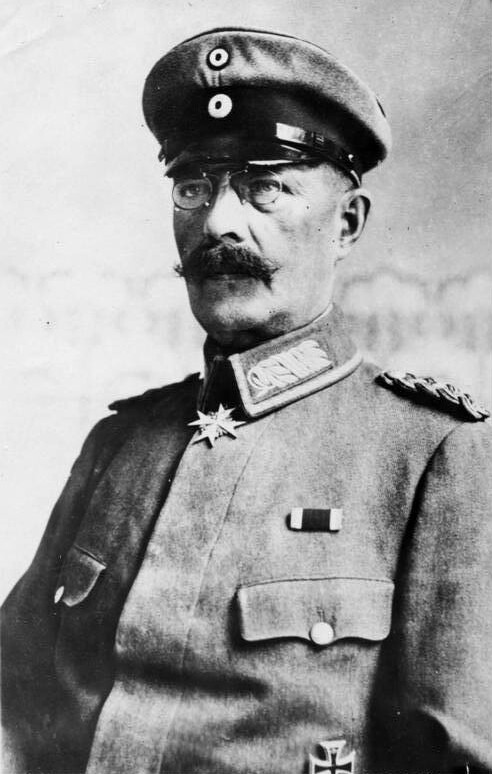
General der Artillerie Hermann Freiherr von Stein

Am 12. Januar 1917 übernahm Generalleutnant Hermann von Stein das Kommando über das Korps, das vom 19. April bis Anfang Mai bei Aubers eingesetzt war. Das Korps löste am 10. Mai in der Schlacht von Arras das I. Reserve-Korps ab. Dabei gelang es, die mit hohem Aufwand vorgetragenen Angriffe englischer Truppen abzuweisen und durch die Rückeroberung des Dorfes Fresnoy eine neue stabile Frontlinie herzustellen. Zwischen 15. Juni und 9. September 1917 wurde das Generalkommando im Raum Ypern verlegt und in der Dritten Flandernschlacht verwendet. Unter der Bezeichnung Gruppe „Ypern“ waren dem Korps im Juni 1917 die 17. und 233. Infanterie-Division, sowie die 80. Reserve-Division unterstellt.
Am 16. August 1917 begann eine weitere britische Offensive zwischen der Yser und Lys (Schlacht von Langemarck). Den Briten gelang es, in Langemark einzubrechen und sich bis Poelcapelle vorzukämpfen. Nördlich davon wurde Drie Grachten genommen, der erhoffte Durchbruch konnte aber auch diesmal nicht errungen werden.
Im Oktober 1917 beteiligte sich das freigemachte Generalkommando als Gruppe „Stein“ an der 12. Isonzoschlacht in Italien. Es war der deutschen 14. Armee unterteilt, dem Korps waren die 12. und 117. Infanterie-Division, vorübergehend auch die k.u.k. 50. Division zugeteilt. Der Durchbruch des ebenfalls zugeteilten Alpenkorps bei Tolmein gelang am 24. Oktober auf Anhieb, die 12. Division erreichte noch am gleichen Tag nahe Robic die alte Landesgrenze. Nach der Erstürmung des Monte Matajur, Monte Hum und Globocak war auch die zweite italienische Stellung überwunden und am 26. Oktober der allgemeine Durchbruch erreicht. Am 10. November war der Piave durch die 12. Division bei Vidor erreicht. Die Offensive wurde abgebrochen, das Generalkommando wurde aus Italien abgezogen.
Das Korps wurde der 17. Armee an der Westfront zugeführt. Am 21. März 1918 nahm der Großverband an der Michael-Schlacht und ab Mitte April an der Vierten Flandernschlacht teil, wobei alle Angriffe bis Ende April 1918 wegen des zähen Widerstands der Engländer und eigener schwerer Verluste zum Stehen kamen. Unter der Führung der 9. Armee gelang es im Spätsommer 1918 dem III. Korps zwischen Oise und Aisne, die Front geordnet zurückzuverlegen und einen Durchbruch des Feindes zu verhindern. Ab Anfang September 1918 wieder der 17. Armee unterstellt, war das Korps an der holländischen Grenze eingesetzt. Anfang November 1918 lag das Generalkommando in der Antwerpen-Maas-Stellung zwischen Antwerpen und Termonde.

## Kommandierender General
| Dienstgrad             | Name                                | Datum                                 |
| ---------------------- | ----------------------------------- | ------------------------------------- |
| General der Infanterie | Heinrich von Xylander               | 01. April 1900 bis 18. März 1904      |
| General der Infanterie | Carl von Horn                       | 19. März 1904 bis 9. April 1905       |
| General der Infanterie | Luitpold von der Tann-Rathsamhausen | 09. April 1905 bis 3. Mai 1910        |
| General der Kavallerie | Otto Kreß von Kressenstein          | 04. Mai 1910 bis 5. Februar 1912      |
| General der Artillerie | Luitpold von Horn                   | 06. Februar 1912 bis 18. März 1914    |
| General der Kavallerie | Ludwig von Gebsattel                | 19. März 1914 bis 11. Januar 1917     |
| General der Artillerie | Hermann von Stein                   | 12. Januar 1917 bis 19. Dezember 1918 |